# Filip Haeyaert
Filip Haeyaert (Poperinge, 7 juli 1961) is een Vlaams cabaretier en singer-songwriter. Zijn speelstijl is theatraal uitgespeeld minimalistisch vertelcabaret.

## Muziek
Haeyaert schrijft en speelt luisterliedjes sinds hij 16 was. Ooit speelde hij het voorprogramma van Wim De Craene.
Begin jaren 90 won hij de Radio 2-prijs op de West-Vlaamse muziekwedstrijd "Westtalent." Hij was vervolgens enkele jaren huismuzikant van Radio 2 West-Vlaanderen.
Als lid van de groep "Aran" stond Haeyaert drie keer op het Folkfestival Dranouter.
Hij maakt ook deel uit van een duo “Vos en Wezel” samen met muzikant Ghislain Debyser. In 2006 speelt Haeyaert met zijn duo "Vos en Wezel" het programma "Kris, Jan, Zjef, Wim en de anderen", waarin naast eigen werk ook hommages worden gebracht aan de Vlaamse kleinkunstzangers Kris De Bruyne, Jan De Wilde, Zjef Vanuytsel en Wim De Craene.

## Cabaret
Sinds 1996 speelt Haeyaert ook cabaret. Met zijn eerste voorstelling Klein Gevaarlijk Afval nam hij in dat jaar deel aan het Leids Cabaret Festival en haalde er de halve finale.
In 1999 won hij Humo's Comedy Cup in de AB te Brussel. 
In 2000 won hij de persoonlijkheidsprijs op Cameretten te Rotterdam. 
In 2009 won hij zilver op het concours om de Wim Sonneveldprijs in Amsterdam.
In 2010 won hij de Commeere Comedy Cup in Brugge
In 2011 fungeerde hij (als beulskaptypetje Ygor) als assistent in de Halloween-zaalshow Gili Drijft Uit van Gili.
Haeyaert schreef 3 avondvullende programma's waarmee hij de afgelopen 5 jaar door Vlaanderen toerde.
Tevens maakte hij van 2003 tot 2006 deel uit van Cabaret Rauw Vlees waarmee hij het programma Liefde en Lust maakte. Begin 2006 werd Cabaret Rauw Vlees omgedoopt tot Ter Bescherming van de Jeugd, enkele maanden later verliet Haeyaert dit collectief.

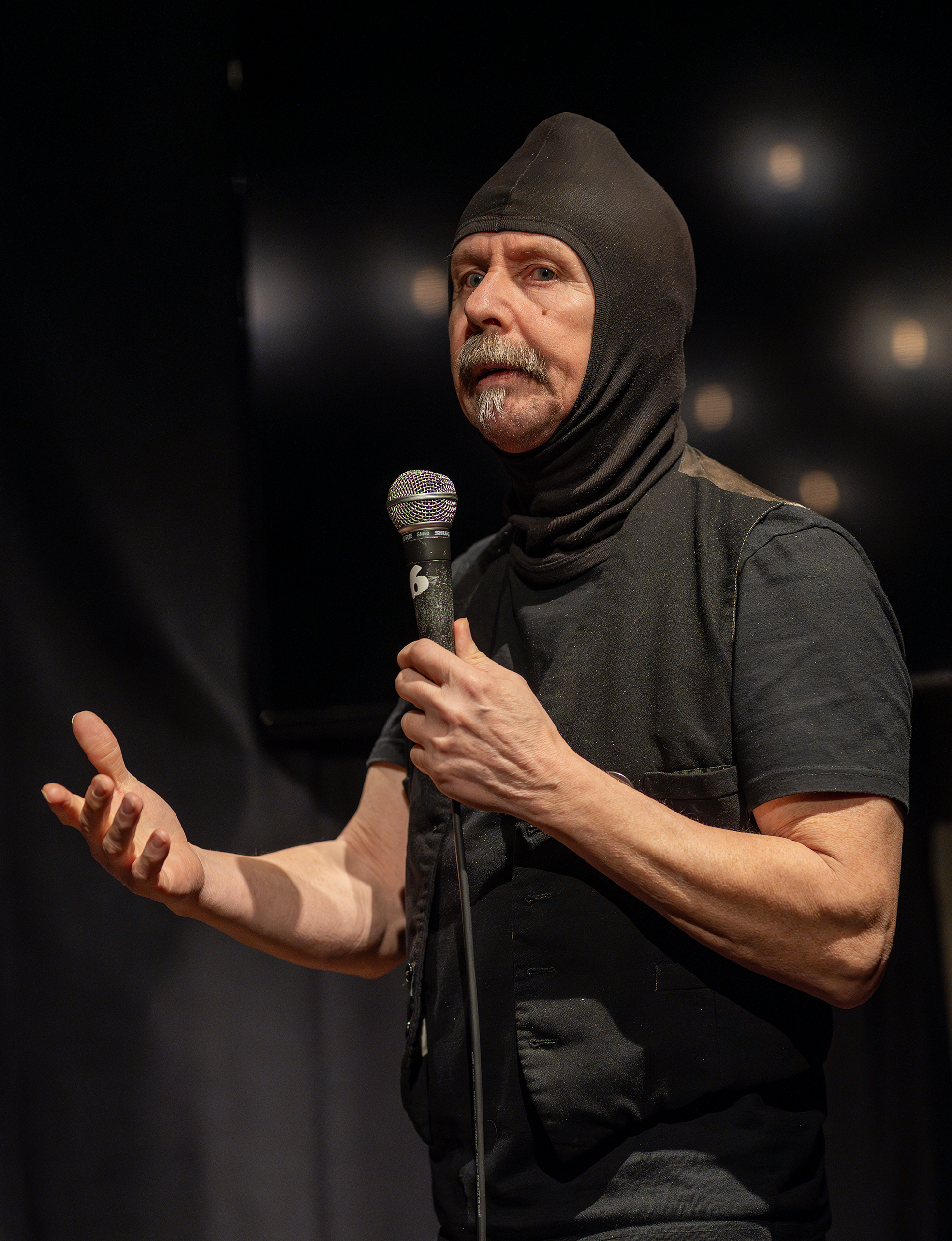
Filip Haeyaert als Ygor uit Poperinge

Heden treedt hij op als stand-upcomedian Ygor uit Poperinge.